# Moczysko
Moczysko (niem. Adlershorst) – osada leśna w Polsce położona w województwie warmińsko-mazurskim, w powiecie nidzickim, w gminie Nidzica. Miejscowość wchodzi w skład sołectwa Napiwoda.
W latach 1975–1998 miejscowość administracyjnie należała do województwa olsztyńskiego.
Miejscowość wzmiankowana w XVIII wieku jako osada powstała wokół dawnej karczmy. Zabudowa osady pochodzi z końca XIX i początków XX wieku. Niegdyś w Moczysku znajdowała się huta szkła. Nieopodal osady dobrze utrzymany cmentarz wojenny z 1914.